# إليزابيث سبنسر ألمان
إليزابيث سبنسر ألمان (بالإنجليزية: Elizabeth S. Allman)‏ (من مواليد 1965) هي عالمة رياضيات أمريكية. وعملت كأستاذة للرياضيات في قسم الرياضيات والإحصاء بجامعة ألاسكا فيربانكس. تتنوع اهتماماتها البحثية من الجبر المجرد والإحصائيات الجبرية إلى الرياضيات الحيوية والتطور.

## تعليمها
حصلت إليزابيث على الدكتوراه في عام 1995 من جامعة كاليفورنيا بلوس أنجلوس تحت إشراف موراي شاشير. كانت أطروحتها في الجبر المجرد بعنوان متعدد الحدود بلا جذور في قسم الجبر.

## إسهاماتها
ألّفت إليزابيث مع زميلها في فيربانكس جون إيه رودس كتابًا عن البيولوجيا الرياضية والنمذجة الرياضية، النماذج الرياضية في علم الأحياء: مقدمة (مطبعة جامعة كامبريدج، 2004). 

## شهرتها
في عام 2012 ، أصبح ألمان زميلًا في الجمعية الرياضية الأمريكية . 